# Pfarrkirche Eggern

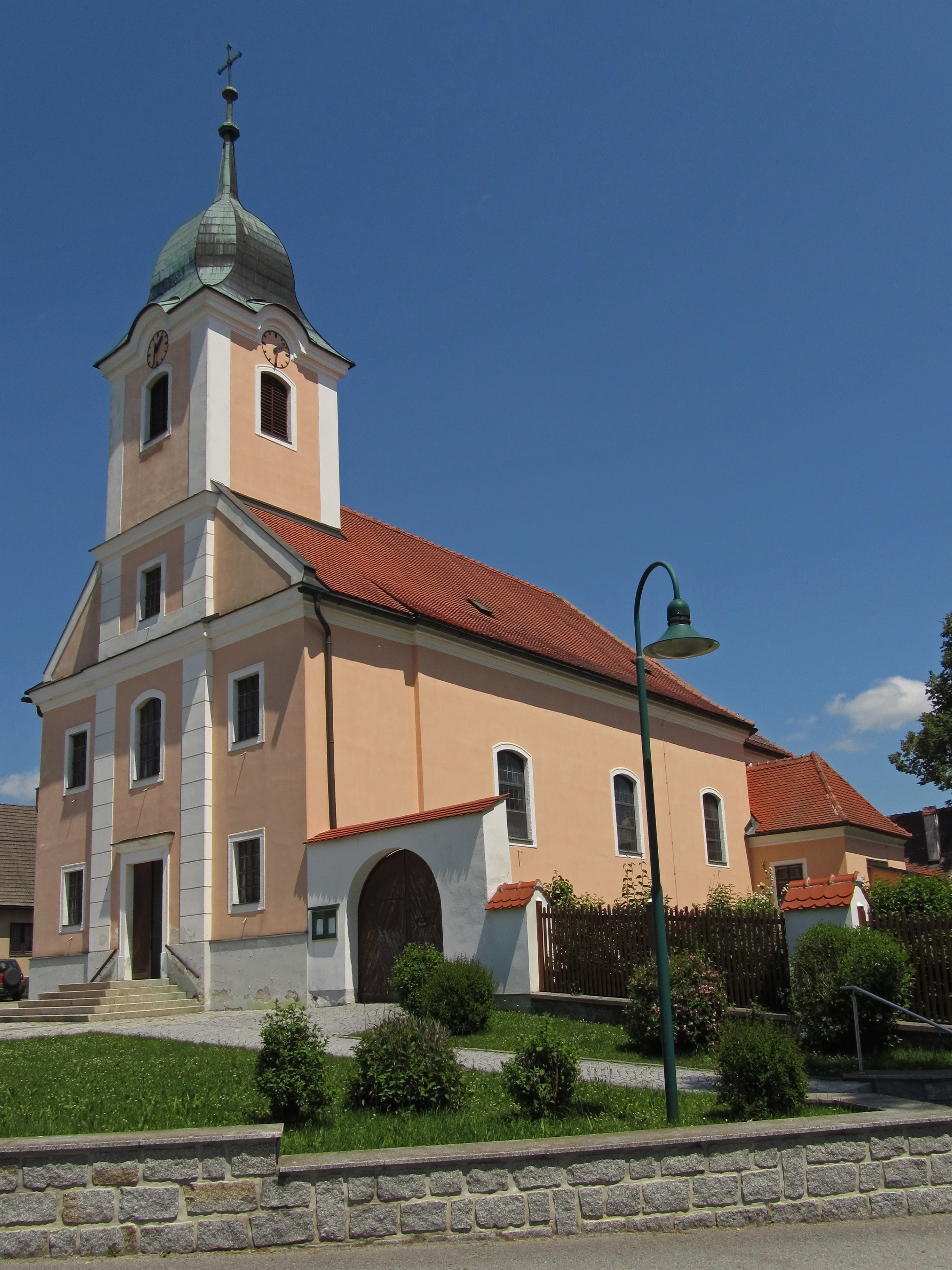
Pfarrkirche hl. Ägyd in Eggern

Die römisch-katholische Pfarrkirche Eggern steht im Ort Eggern in der Marktgemeinde Eggern in Niederösterreich. Die Pfarrkirche hl. Ägyd gehört zum Dekanat Gmünd in der Diözese St. Pölten. Die Kirche steht unter Denkmalschutz.

## Geschichte
In Eggern hatte es seit dem 15. Jahrhundert eine kleine Kirche (mit dem Patrozinium St. Ägidius) mit Friedhof gegeben, auch wenn der Ort selbst kein Pfarrsitz war (erst ab 1784). Noch vor den josephinischen Reformen war 1762 geregelt worden, dass der Gasterner Vikar regelmäßig in der Eggerner Kapelle Gottesdienst zu halten habe; die Begräbnisse der Einwohner fanden stets in Eggern statt.
1784 erfolgte die Erhebung zur Pfarre. 1792 wurde der Kirchenneubau geweiht.

## Architektur
Die genordete Kirche in der Mitte des Angerplatzes ist ein josephinischer Kirchenbau mit einem Fassadenturm. Der dreiachsige Saalbau mit einem eingezogenen Rechteckchor hat Flachbogenfenster und ein Abschlussgesims. Im Osten des Chores ist der Sakristeianbau. Der gedrungene Turm mit einem Glockenhelm steht mittig in der Südfassade mit einem Nebenraum links und einer Wendeltreppe rechts. Das Portal als Rechteckportal zeigt die Jahresangabe 1792.
Das Langhaus unter einer Flachdecke mit einem Kehlgesims auf Doppellisenen als Wandfeldergliederung hat ausgerundete Raumecken. Die geschwungene Holzempore auf zwei Säulen hat eine Brüstung mit Balustraden.

## Ausstattung
Der Hochaltar mit einer marmorierten klassizistischen Rahmenarchitektur aus 1824 über einer Mensa mit Tabernakel aus dem 19. Jahrhundert zeigt das Altarblatt hl. Ägyd vom Maler Josef Kastner (1931). Der Seitenaltar in einer Rundbogennische trägt eine Figur Maria von Lourdes (1895). Die klassizistische Kanzel entstand um 1800. Es gibt zwei Granittaufsteine in barocken Formen, einer aus 1895.
1920 wurde von der Orgelbauanstalt Breinbauer eine Orgel aufgestellt. Diese wurde 1988 durch ein neues, von Friedrich Heftner gebautes Instrument ersetzt, das über 10 Register auf zwei Manualen und Pedal verfügt.